# Słowenkowo
Słowenkowo [swɔvɛnˈkɔvɔ] (tiếng Đức: Neugasthof) là một ngôi làng thuộc khu hành chính của Gmina Sławoborze, thuộc quận Świdwin, West Pomeranian Voivodeship, ở phía tây bắc Ba Lan. \
Nó nằm khoảng 8 kilômét (5 mi) phía bắc Sławoborze, 21 km (13 mi) về phía bắc của Świdwin và 94 km (58 mi) về phía đông bắc của thủ đô khu vực Szczecin.
Ngôi làng có dân số 140 người.